# 永井順
永井 順（ながい じゅん、1896年2月9日 - 1971年2月4日）は、日本のフランス文学者、翻訳家。

## 略歴
東京出身。書家・作詞家の永井素岳の子として生まれる。
東京外国語学校卒、東京外国語大学教授。
1960年に定年で退官し、名誉教授を務めた。

## 翻訳
- 『川船物語』（アルフォンス・ドーデ、冨山房百科文庫） 1939
- 『部屋をめぐつての随想』（グザヴィエ・ド・メーストル、白水社） 1940
- 『ドイツ論 第1』（スタアル夫人、弘文堂、世界文庫） 1942
- 『船の子人の子 ベル・ニヴェルネーズ』（アルフォンス・ドーデー、新少国民社） 1948
- 『月曜物語』（アルフォンス・ドーデー、白水社、仏蘭西文庫） 1950
- 『ガルソンヌ』（ヴィクトル・マルグリット、創元社） 1950
- 『小間使の日記』上・下（オクターヴ・ミルボー、岡野馨共訳、新潮文庫） 1952
- 『アトランティード』（ピエール・ブノア、小山書店、世界大衆小説全集6） 1955
- 『貞操よさよなら』（ヴィクトル・マルグリット、蒼樹社） 1956

## 参考
- 文藝年鑑